# Йейл (Канада)
Йейл — невключённая территория на юге провинции Британская Колумбия, Канада. Один из старейших населённых пунктов провинции. Во времена золотой лихорадки на реке Фрейзер в нём проживало более 20 тысяч человек, это был крупнейший город Северной Америки к северу от Сан-Франциско и к западу от Чикаго.

## Физико-географическая характеристика
Населённый пункт расположен на западном берегу реки Фрейзер у южного входа в каньон Фрейзер. Через Йейл проходит канадская тихоокеанская железная дорога.
В 26 км южнее Йейла расположился окружной муниципалитет Хоп, севернее находятся населённые пункты Спуззум (англ. Spuzzum) и Бостон-Бар (англ. Boston Bar).

## История

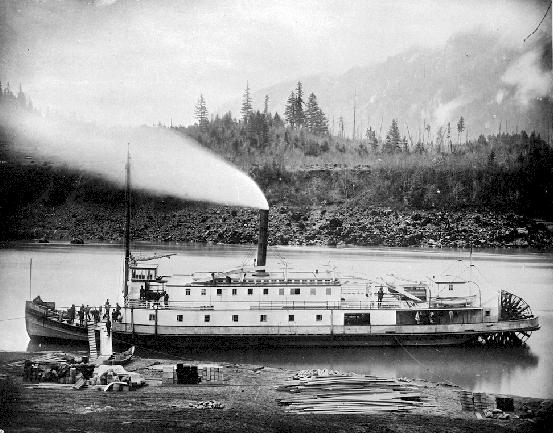
Пароход на пристани в Йейле

Летом 1808 года первопроходец Саймон Фрейзер останавливался в районе современного населённого пункта, но только в 1848 году на этом месте был основан торговый пост компании Гудзонова залива.
Через 10 лет в двух милях южнее Йейля было обнаружено золото. Место получило название Хиллс-Бар (англ. Hill's Bar) по имени первооткрывателя. В город хлынули старатели, население достигало 20 тысяч человек. Приезжие были со всего света, но в основном они переехали в Йейл из Калифорнии после калифорнийской золотой лихорадки. В 1862 году началось строительство дороги Карибу, которая соединила Йейл с ещё одним центром золотодобычи в провинции, городом Бейкервилл.
В 1880-х годах Йейл снова стал центром дорожного строительства. Через центр города проходила канадская тихоокеанская железная дорога.
По данным правительственного агентства Парки Канады Форт-Йейл является провинциальным историческим местом. В центре города сохранилось множество зданий середины XIX века. В одном из них расположен музей, а в другом действующая церковь.

## Население

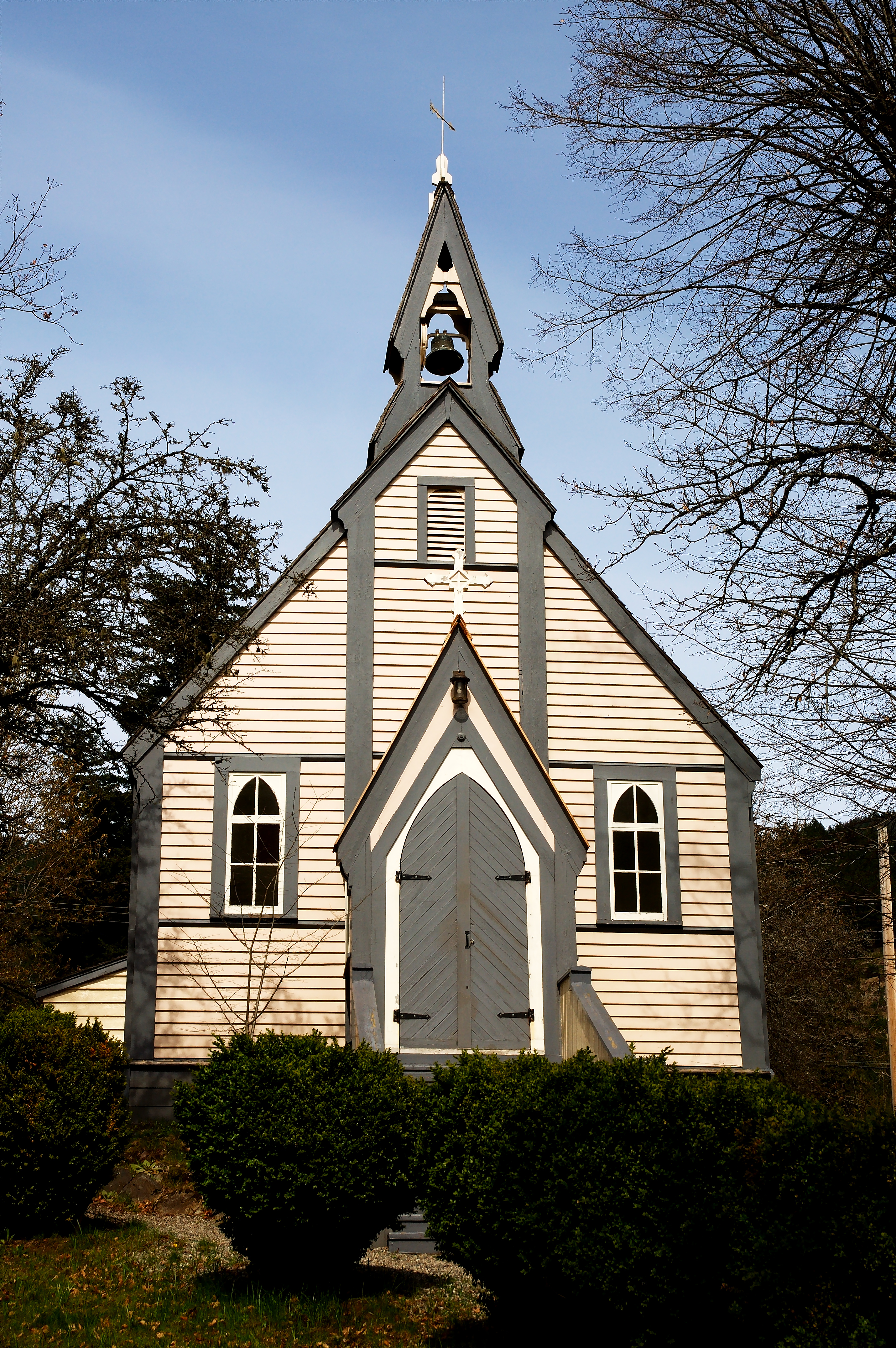
Церковь была построена в 1863 году

По данным переписи 2006 года численность населения составляет 186 человек.
В основном в Йейле проживают первые нации Канады. Одноимённая община, которая включает более 150 человек находится в финальной стадии подписания договора о разделе земли с правительствами Канады и Британской Колумбии.